# Прилуки (селище, Великоустюзький район)
Прилу́ки (рос. Прилуки) — селище у складі Великоустюзького району Вологодської області, Росія. Входить до складу Опоцького сільського поселення.

## Населення
Населення — 6 осіб (2010; 24 у 2002).
Національний склад (станом на 2002 рік):
- росіяни — 100 %